# زبان‌های دیگارو
زبان‌های دیگارو (دیگاری)، میشمی شمالی یا کراآ–تَورا یک خانواده زبانی کوچک با تبار احتمالی چینی-تبتی است که مردم میشمی در جنوب شرق تبت و آروناچال پرادش بدان گفتگو می‌کنند.
زبان‌های ایدو و تارائون (دیگارو، دارانگ) عضو این خانواده هستند.